# Rodna-bjergene
Rodna-bjergene (rumænsk: Munții Rodnei, ungarsk: Radnai-havasok) er en underafdeling af de indre østlige Karpater i det nordlige Rumænien . Navnet kommer fra den nærliggende landsby Rodna Veche. Pietros, der er 2.303 moh. er den højeste top i de østlige Karpater.
Rodna-bjergenes hovedryg udgør den naturlige grænse mellem distrikterne Bistrița-Năsăud og Maramureș. Fra et administrativt synspunkt er 80 % af massivets overflade i Bistrița-Năsăud og 20 % i Maramureș.

## Geografi
Rodna-bjergene er et af de længste sammenhængende bjergkamme i Rumænien med over 50 km fra vest til øst og en bredde på over 25 km . Massivet dækker et areal på omkring 1.300 km2. De højeste toppe er Pietrosul Rodnei på 2.303 moh. Ineu-toppen på 2.279 moh. Ineuț på 2,202 moh. Gârgalău på 2.159 moh. og Omu-toppen på 2.010 moh.
Bjergene er velegnede til vandreture om sommeren og skiløb om vinteren, og er især berømte for at have sne sent i sommermånederne (skiløb er muligt langt ind i juni, nogle gange endda juli). Selvom højderyggen i sig selv ikke udgør nogen vanskeligheder, er udfordringen dens enorme længde og fraværet af drikkevand (bortset fra nogle få vandpytter, der normalt er tørre). En komplet vandretur langs Rodnei-bjergryggen tager mellem 3 og 5 dage, afhængigt af vejret og vandrerens udholdenhed.
Massivet har nogle huler, blandt dem er Izvorul Tăușoarelor, den dybeste hule i Rumænien, der når omkring 479 meter under overfladen og Jgheabul lui Zalion,der er 242 m dyb.

## Beliggenhed
Rodna-bjergene ligger delvist i distriktetMaramureș, i det nordlige Rumænien, nær grænsen mellem Rumænien og Ukraine. Mod nord ligger byen Borșa og landsbyen Moisei.
Mod vest ender massivet ved Șetref Passet (817 moh.), som forbinder det med det Transsylvanske Plateau.
Mod øst ligger Suhard-bjergene ; floden Bistrița har sit udspring her, i et cirque ved foden af Gârgalău-toppen. Prislop-passet (1.416 moh.) og Rotunda Passet (1.271 moh.) forbinder Rodna-bjergene med det vestlige Moldavien.
Mod syd ligger landsbyerne Rodna, Șanț, Maieru og Anieș og byen Sângeorz-Băi i distriktet Bistrița-Năsăud. Floden Someșul Mare har sit udspring i Rodna-bjergene og adskiller dem fra Bârgău-bjergene.

## Adgang
De mest brugte adgangspunkter til bjerget er:
- Șetref Passet, i bil eller tog, fra Dealu Ștefăniței togstation.
- Borșa by, med bil eller bus; fra centrum af byen er der en sti til Iezer vejrstation og sø.
- Borșa skisportssted, med bil eller bus; adgang sker fra toppen af skibakken, direkte til hovedkammen ved "Șaua Gărgălău".
- Prislop Passet, i bil; fra passet er der en afmærket sti, der møder den fra toppen af skibakken, som også fører til "Șaua Gărgălău".
- Rodna Veche landsby, med tog eller bil; fra landsbyen er der to afmærkede stier, der fører til hovedryggen, hvoraf den ene går direkte til Ineu Peak.

## Nationalpark
Hele Rodna-bjergene er inkluderet i Rodna-bjergene Nationalpark. Dette er et 466 km2 stort reservat i de østlige Karpater med brunbjørne, los, ulve, tjur og ørne.